# Тегин, Светлана Николаевна
Светлана Николаевна Тегин (род. 22 августа 1971 года, Киев) — российский художник-модельер, дизайнер, художник по костюмам театра и кино, основатель Tegin Fashion House. Автор инсталляций и перформансов. Член Ассоциации художников декоративных искусств Московского союза художников с 1996 года.

## Биография
Родилась 22 августа 1971 года в Киеве в семье инженера-изобретателя и фельдшера. С 1986 училась в техникуме легкой промышленности. В 1990 году поступила в Киевский Текстильный институт, работала в Киевском доме моделей одежды.  В 1994 году переехала из Киева в Москву.
Получив профессиональное образование по специальности «Конструирование и моделирование одежды». Светлана Тегин начала творческую деятельность в Москве с создания сценографии и дизайна костюмов для клубных шоу, перформансов и fashion-показов. О коллекциях и стиле Светланы Тегин регулярно пишут ведущие издания о моде, такие как Marie Claire, L'Officiel и The Symbol, а с 2001 года Tegin Fashion House регулярно участвует в неделях моды в Москве, Киеве, Париже, Милане и Нью-Йорке.
С 2015 года Светлана Тегин организовывает сезонные показы, которые проходили на таких площадках как Малый Манеж, Электротеатр “Станиславский”, Сад “Эрмитаж”, DI Telegraph, ЦСИ Винзавод, ГМИИ им. Пушкинский музей и Музей Москвы.

## Личная жизнь
Муж — художник Алексей Тегин.
Дочь — Алиса Тегин.

## Творчество
- 1999 — шоу «Перфекционистка» с моделями, актрисами и артистами-лилипутами[8][9].
- 1999 — участие в выставке «Кукла от звезды. Музей Архитектуры имени Щусева, Москве[10].
- 2001 — художник по костюмам к спектаклю «Макбет» режиссёра Владимира Епифанцева в театре «Центр им. Вс. Мейерхольда»[11].
- 2001 — участие в выставке «Мануфактура» Малый Манеж,  Москва[12].
- 2003 — перформанс «Куклы» в галерее современного искусства «Bereznitsky Gallery», Берлин[13].
- 2010 — инсталляция «Моя внутренняя Монголия» в Tegin Fashion House, ЦСИ Винзавод[14].
- 2012 — участие в выставке «Synergy of Art&Fashion», Сидней, Москва[15].
- 2013 — участие в выставке «Как не растаять», галерея на Солянке, Москва.
- 2015 —  мини-фильм TEGIN  FW15, созданный в коллаборации с режиссёром Ольгой Дыховичной[16].
- 2016 — мини-фильм TEGIN SS16, созданный в коллаборации с режиссёром Анной Меликян[17].
- 2017 — участие в выставке «Lost&Found project» инсталляция «Моника», Венеция[18][19][20].
- 2015 — перформанс TEGIN FW16[21].
- 2015 — перформанс TEGIN SS16[22].
- 2016 —  перформанс TEGIN FW17[23].
- 2017 — перформанс TEGIN SS17[24].
- 2017 — перформанс TEGIN FW18[25].
- 2018 —  перформанс TEGIN SS19[26].
- 2018 — перформанс TEGIN FW19[27].
- 2019 — перформанс TEGIN FW20[28].
- 2019 — участие в выставке «Здесь и сейчас» «Храм моды  TEGIN» Центральный  Манеж, Москва[29].
- 2019 — мини-фильм «Кастинг» TEGIN FW20, авторы Светлана и Алексей Тегин[30].
- 2020 — мини-фильм «Птица в клетке», авторы Алексей и Светлана Тегин, режиссёр Елена Медина[31].
- 2022 — художник по костюмам спектакля «Эйнштейн и Маргарита», режиссёр Александр Марин [32].

## Основная деятельность
С 2000 — регулярное участие в Неделях моды с сезонными коллекциями одежды.
2003 — участие в выставке CPD Düsseldorf.
2005-2008 — участие в Ukraine Fashion Week.
2010 — участие в Неделях моды в Нью-Йорке, Лос-Анджелесе, Париже совместно с Showroom 7.
2017, 2018, 2019 — Участие в международной выставке Tranoï в Париже.

## Коллаборации
- 2003 —  коллаборация с художником комиксов Павлом Сухих. История в картинках коллекция TEGIN SS2003[38].
- 2005 — сотрудничество с режиссером Владимиром Епифанцевым в постановке показа TEGIN SS2006[11].
- 2015 — Коллаборация TEGIN & Rocco P, коллекция обуви SS15 и FW16/17[39].
- 2017 — Коллаборация Ювелирный Дом JV & TEGIN, коллекция украшений[40].
- 2018 — коллаборация с художником Вероникой Георгиевой, серия коллажей по имиджам TEGIN SS19[41][42].
- 2021 — Коллаборация Tegin Fashion House с ГМИИ им. Пушкина  украшение — игрушка «Балерина Дега»[43][44].